# Dhyan Chand
Dhyan Chand Singh, conegut popularment com a Dhyan Chand, (en hindi: ध्यान चंद) (Allahabad, Imperi Britànic 1905 - Delhi, Índia 1979) fou un jugador d'hoquei sobre herba, considerat un dels millors jugadors de la història.

## Biografia
Chand va néixer a Prayagraj el 29 d'agost de 1905 en una família Rajput fill de Sharadha Singh i Sameshwar Singh. El pare de Chand va ser allistat a l'exèrcit indi britànic, on va jugar a hoquei per a l'exèrcit. Va tenir dos germans: Mool Singh i Roop Singh, aquest últim també era jugador d'hoquei. A causa dels nombrosos trasllats de l'exèrcit del seu pare, la família va haver de traslladar-se a diferents ciutats i, com a tal, Chand va haver d'acabar la seva educació després de només sis anys d'escolarització. La família finalment es va establir a Jhansi, Uttar Pradesh, Índia.
Chand va estudiar a la Aligarh Muslim University, Aligarh i finalment es va graduar al Victoria College, Gwalior el 1932. Al ser militar, el seu pare va aconseguir un petit tros de terra per casa.
El jove Chand no tenia cap inclinació seriosa cap als esports, tot i que li encantava la lluita lliure. Va declarar que no recordava si va jugar alguna vegada a  hoquei que valgués la pena esmentar abans d'unir-se a l'exèrcit, tot i que va dir que de tant en tant es dedicava a jocs casuals a Jhansi amb els seus amics.
Va morir el 3 de desembre de 1979 a la seva residència de Delhi.

## Carrera esportiva
Va participar, als 22 anys, en els Jocs Olímpics d'Estiu de 1928 realitzats a Amsterdam (Països Baixos), on aconseguí guanyar la medalla d'or en la competició masculina d'hoquei sobre herba al vèncer a la final l'equip neerlandès gràcies al tres gols marcats per ell.
Després de ser enviat a Waziristan a la Província de la Frontera del Nord-Oest (ara al Pakistan) amb el seu nou Regiment de Punjab, Chanda Singh va ser convocat per l'Associació d'Hoquei Índia, per seleccionar un nou equip per representar l'Índia als Jocs Olímpics.
La Federació Índia d'Hoquei va demanar a la Junta Esportiva de l'Exèrcit que permetés a Singh marxar per competir per l'Índia. El seu regiment es va negar. Chand Singh va rebre la notícia que havia estat seleccionat per l'Associació d'Hoquei Índia sense cap tràmit. Altres membres de la selecció nacional van haver de demostrar les seves habilitats en el torneig interprovincial, que va guanyar el Punjab. Per tant, 7 jugadors del Punjab van jugar a l'equip olímpic indi. A més de Dhyan Chand Sing, Broome Pinniger, Lesli Hammond i Ričard Alen van romandre de l'equip de campions olímpics de 1928. El germà de Dhjan Rup Sing es va unir a l'equip. Lal Shah Bokaria va ser escollit capità.
Després, l'equip olímpic va jugar partits preparatoris a l'Índia abans de marxar a Colombo. En dues trobades a Ceilan, van vèncer l'equip -All Ceylon XI- amb 20:0 i 10:0. Un diari va escriure sobre el primer partit: «La perfecció és perillosa, perquè tempta els déus. No obstant això, una vegada això també va demostrar ser incorrecte, ja que fins i tot el déu del temps va respectar el geni dels jugadors indis. Els núvols de pluja que havien amenaçat de fer malbé el partit van desaparèixer en el blau i milers d'espectadors van passar una hora feliç admirant l'habilitat incomparable de l'equip indi».
Els hindus van navegar cap a San Francisco el 30 de maig i van arribar el 6 de juny. Van arribar a Los Angeles tres setmanes abans de la cerimònia d'obertura dels Jocs Olímpics, que havia de ser el 30 de juliol. El 4 d'agost de 1932, l'Índia va jugar el seu primer partit contra el Japó i va guanyar 11:1. Dhjan Chand Singh, Rup Singh i Gurmit Singh van marcar tres gols cadascun i Diki Kar un. A la final, que es va jugar l'11 d'agost, l'Índia va jugar contra els amfitrions. Va guanyar 24:1, que era un rècord mundial en aquell moment, i va defensar l'or dels partits anteriors. Dhjan Chand Singh va anotar 8 hits, Rup Singh 10, Gurmit Singh 5 i Piniger un. De fet, Dhjan Chand Singh i el seu germà Rup van anotar 25 dels 35 hits de l'Índia. Per això, van rebre el nom de bessons d'hoquei.
Un diari de Los Angeles va escriure: L'equip d'hoquei All India que G. D. Sondi va portar a Los Angeles per defensar el seu títol olímpic va ser com un tifó de l'est. Van atropellar i gairebé van escombrar onze jugadors que representaven els EUA des de l'Estadi Olímpic.
Llavors, la selecció va fer una gira pels Estats Units. El 20 d'agost van jugar un partit contra l'equip dels Estats Units -{XI}-, que era gairebé el mateix equip amb el qual van jugar a Los Angeles. Fins i tot després de cedir als nord-americans el seu segon porter Artur Hind per a la segona part, els indis van guanyar 20:1. Després de sortir de Nova York, la delegació índia va arribar a Anglaterra. Van iniciar una gira intensiva, jugant nou partits a diversos països durant dues setmanes, a partir del 2 de setembre. Van jugar quatre partits internacionals, contra els Països Baixos, Alemanya, Txecoslovàquia i Hongria. Van tornar a Ceilan i l'Índia, jugant una sèrie de partits per pagar les seves despeses. Van acabar la gira amb 37 partits, 34 victòries, 2 empats i van abandonar el partit una vegada. Dhjan Chand Singh va anotar 133 de les 338 carreres de l'Índia.
En els Jocs Olímpics d'Estiu de 1936 realitzats a Berlín (Alemanya nazi) aconseguí la seva tercera medalla olímpica d'or en guanyar a la final el combinat alemany.

## Llegat i honors

Dhyan Chand en un segell de l'Índia de 1980

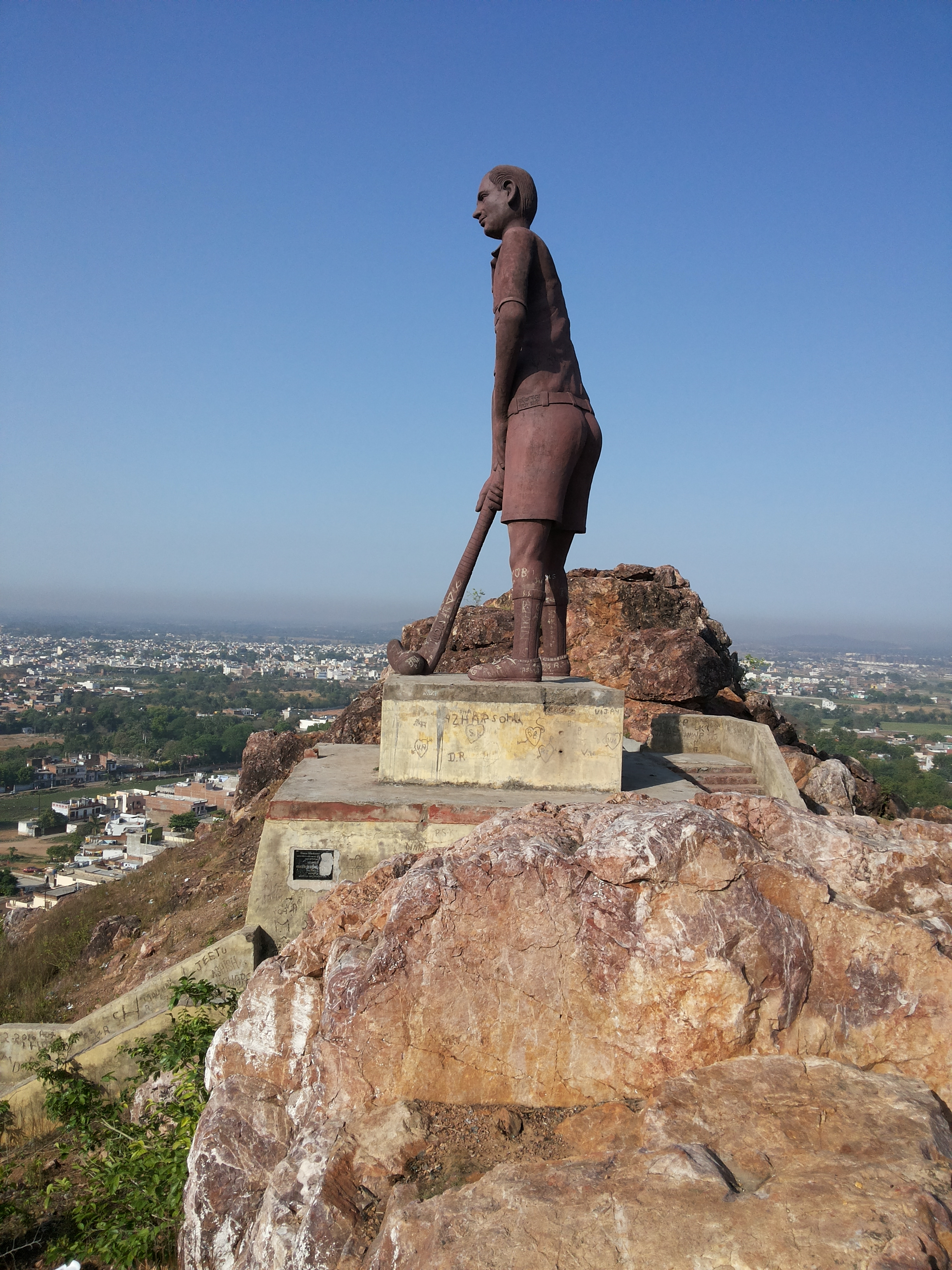
Estàtua de Dhyan Chand al turó de Sipri, Jhansi.

Dhyan Chand segueix sent una figura llegendària de l'hoquei indi i mundial. Les seves habilitats han estat glorificades en diverses històries i anècdotes apòcrifes. Alguns d'aquests giren al voltant del fet que Singh tenia un control extraordinari sobre el regateig de la pilota. L'aniversari de Chand, el 29 d'agost, se celebra com el Dia Nacional de l'Esport a l'Índia des de 1995. El president regala premis relacionats amb l'esport com el Major Dhyanchand Khel Ratna, el premi Arjuna i el premi Dronacharya en aquest dia al Rashtrapati Bhavan, Índia.
El 20è Premi Nacional, 2012, la joia de l'Índia, atorgat pel ministre de la Unió de l'Índia, es va lliurar a Dhyan Chand. El guardó va ser rebut pel fill de Dhyan Chand, Ashok Dhyan Chand (un olímpic d'hoquei per dret propi), en nom del seu pare mort. El premi va ser atorgat per l'Associació de Periodistes de l'Índia sota el vaixell insígnia de la Federació de Periodistes de l'Índia, Sirifort Auditorium, Nova Delhi, Índia, el 22 de setembre de 2012.
El 1995, l'estàtua de nou peus de Chand es va inaugurar a l’Estadi Nacional de Delhi, amb motiu del seu 90è aniversari del naixement. L'estadi va ser rebatejat com a Dhyan Chand National Stadium l'any 2002 en el seu honor. El mateix any, es va instituir el premi Dhyan Chand, el premi més alt de l'Índia per a la seva trajectòria esportiva. Des de llavors, s'atorga anualment a figures esportives que no només contribueixen amb les seves actuacions sinó que també contribueixen al seu esport fins i tot després de la jubilació.
Un alberg a la Universitat Musulmana d'Aligarh, de la qual va ser alumne, ha rebut el seu nom. Va marcar més de 1.000 gols en tota la seva carrera nacional i internacional, de 1926 a 1948, convertint-lo en el màxim golejador de la història del hoquei. La BBC el va anomenar l'equivalent del hoquei de Muhammad Ali.
Un camp d'hoquei Astroturf, a l'Indian Gymkhana Club de Londres, porta el nom de la llegenda índia de l'hoquei Dhyan Chand. El govern de l'Índia ha emès un segell postal commemoratiu i una portada del primer dia en honor a Dhyan Chand. Continua sent l'únic jugador d'hoquei indi que té un segell en el seu honor. Chand es trobava entre els nominats considerats per al premi civil més alt de l'Índia, Bharat Ratna, per al 2014. Però el premi es va lliurar a Sachin Tendulkar i CNR Rao. Els familiars de Dhyan Chand van quedar decebuts amb la decisió del govern. Es va presentar una RTI que va suggerir que l’oficina del primer ministre havia ignorat la recomanació del ministeri d'esports de donar el premi a Sachin Tendulkar.
L'any 2002-2003 es va incloure una lliçó sobre Dhyan Chand escrita per l'autor K. Arumugam a partir del capítol titulat El mag del seu llibre The Great Indian Olympians als llibres de text de classe 9 de NCERT.

### Honors
- El premi Major Dhyan Chand Khel Ratna porta el seu nom per honrar la seva contribució als esports indis per part del govern de l'Índia. El Ministeri d'Esports de la Unió atorga aquest premi anualment al millor jugador de l'Índia en campionats internacionals.[5]
- El premi Dhyan Chand és un premi a l'èxit de tota la vida que porta el nom de Dhyanchand.[24]